# 27 juin dans les chemins de fer
27 mai 27 juillet
Chronologies thématiques
- Croisades
- Sports
- Disney

Cette page concerne les événements qui se sont déroulés un 27 juin dans les chemins de fer.

## Événements

### XIXesiècle
- 1874. France : création de la Compagnie des chemins de fer du Rhône[1].
- 1874. France : ouverture de la ligne Rennes - Saint-Malo
- 1900. Royaume-Uni : ouverture officielle de la Central line du métro de Londres.

### XXesiècle
- 1988. France : catastrophe à la gare souterraine de Paris-Lyon faisant 56 morts et 57 blessés.

### XXIesiècle
- 2007. France : ouverture de LISA, la ligne 2 de CDGVAL.

## Décès
- Alfred Armand[2],)architecte français qui fut le concepteur attitré des frères Émile et Isaac Pereire, financiers et entrepreneurs des chemins de fer (° 8 octobre 1805).